# Parafrea latevittata
Parafrea latevittata är en skalbaggsart som beskrevs av Stefan von Breuning 1956. Parafrea latevittata ingår i släktet Parafrea och familjen långhorningar. Inga underarter finns listade i Catalogue of Life.